# Damn the Torpedoes
Damn the Torpedoes é o terceiro álbum de estúdio de Tom Petty and the Heartbreakers, lançado em 20 de outubro de 1979. Este foi o primeiro de três álbuns Petty originalmente lançados pela gravadora Backstreet Records, distribuídos pela MCA Records. Ele se baseou no sucesso comercial e na aclamação da crítica de seus dois álbuns anteriores e alcançou o segundo lugar na parada de álbuns da Billboard. O álbum tornou-se certificado Triple Platinum pela Associação da Indústria de Gravação da América (RIAA).
Em 2003, o álbum foi classificado em 313 na lista da revista Rolling Stone dos 500 maiores álbuns de todos os tempos e 315 em uma lista revisada de 2012.

## Antecedentes e gravação
O contrato de gravação de Petty foi atribuído à MCA quando seu distribuidor ABC Records foi vendido à MCA em 1979. Petty argumentou que seu contrato não poderia ser atribuído a outra gravadora sem sua permissão e, portanto, foi anulado. A MCA respondeu processando Petty por quebra de contrato, o que o levou a declarar falência como uma tática para anular seu contrato com a MCA. O assunto foi resolvido com Petty assinando um novo contrato de gravação com a Backstreet Records, uma gravadora subsidiária da MCA. O álbum, co-produzido por Jimmy Iovine, foi gravado no Sound City Studios em Van Nuys e Cherokee Studios em Hollywood. O título é uma referência a uma famosa citação do almirante David Farragut: "Malditos sejam os torpedos, a toda velocidade!" ("Damn the torpedoes, full speed ahead!").

## Liberação e recepção
O álbum foi um avanço para Petty and the Heartbreakers. Foi o primeiro álbum do top 10 subindo para o 2º lugar (por sete semanas, atrás somente do álbum The Wall do Pink Floyd) na parada de álbuns da Billboard. Ele produziu duas músicas que alcançaram o top 15 na parada de singles da Billboard Hot 100, "Don't Do Me Like That" (# 10) e "Refugee" (# 15). Graças ao novo co-produtor Jimmy Iovine, Damn the Torpedoes provou ser um grande salto em frente na produção.
A recepção crítica geralmente reflete o sucesso comercial do álbum. A crítica original da Rolling Stone revelou que era o "álbum que todos estávamos esperando - ou seja, se fôssemos todos os fãs de Tom Petty, o que seria se houvesse justiça no mundo". O crítico do Village Voice, Robert Christgau, disse: "Este é um avanço para Petty, porque pela primeira vez os Heartbreakers ... estão balançando tão poderosamente quanto ele está escrevendo. Mas se Petty tem alguma necessidade de ultrapassar o mero feito - se ele tem algo a dizer - permanece envolto em banalidade. Assim, ele se estabelece como o rock and roll perfeito para quem quer o bem - muito bom, porque Petty realmente conhece suas coisas - rock and roll que pode ser esquecido assim que o registro ou o show termina, o rock and roll que venceu ' perturbe seu sono, sua consciência ou seus preciosos ritmos corporais."
Avaliações subsequentes permaneceram positivos, com Stephen Thomas Erlewine, da All Music, considerando-o como 'um dos grandes registros de álbum da era do rock'  e Rolling Stone colocando-o no número 313 em 'Os 500 Maiores Álbuns de Todos os Tempos lista' em 2003; a edição de 2012 da lista o classificou em 315º.

### Relançamentos
Em 9 de novembro de 2010, uma edição deluxe do álbum foi lançada em três formatos, um CD duplo, um LP duplo e pacote de disco Blu-ray Audio. Download digital disponível em vários codecs. Todas as faixas (originais e inéditas) foram remasterizadas a partir das fitas master analógicas originais de Chris Bellman no Bernie Grundman Mastering Studios em Hollywood.

## Lista de músicas
Todas as faixas escritas por Tom Petty, exceto onde indicado.
| Lado A |                                     |         |  |
| N.º    | Título                              | Duração |  |
| 1.     | "Refugee"                           | 3:22    |  |
| 2.     | "Here Comes My Girl"                | 4:27    |  |
| 3.     | "Even the Losers"                   | 3:59    |  |
| 4.     | "Shadow of a Doubt (A Complex Kid)" | 4:25    |  |
| 5.     | "Century City"                      | 3:45    |  |

| Lado B         |                                  |         |  |
| N.º            | Título                           | Duração |  |
| 1.             | "Don't Do Me Like That"          | 2:44    |  |
| 2.             | "You Tell Me"                    | 4:35    |  |
| 3.             | "What Are You Doin' in My Life?" | 3:27    |  |
| 4.             | "Louisiana Rain"                 | 5:54    |  |
| Duração total: | Duração total:                   | 36:38   |  |

| Edição Bônus Disco 2 |                                                                                   |         |  |
| N.º                  | Título                                                                            | Duração |  |
| 1.                   | "Nowhere"                                                                         | 3:38    |  |
| 2.                   | "Surrender"                                                                       | 3:26    |  |
| 3.                   | "Casa Dega" (Lado B do single "Don't Do Me Like That")                            | 3:36    |  |
| 4.                   | "It's Rainin' Again" (Lado B do single "Refugee")                                 | 1:31    |  |
| 5.                   | "Shadow of a Doubt (A Complex Kid)" (Ao vivo no Hammersmith Odeon, Londres, 1980) | 4:42    |  |
| 6.                   | "Don't Do Me Like That" (Ao vivo no Hammersmith Odeon, Londres, 1980)             | 2:49    |  |
| 7.                   | "Somethin' Else" (Ao vivo no Hammersmith Odeon, Londres, 1980)                    | 2:28    |  |
| 8.                   | "Casa Dega (Demo)"                                                                | 3:33    |  |
| 9.                   | "Refugee (Take alternativo)"                                                      | 4:32    |  |
| Duração total:       | Duração total:                                                                    | 30:15   |  |

## Pessoal
The Heartbreakers
- Tom Petty - vocal, guitarra rítmica, gaita, produtor
- Mike Campbell - guitarras (chumbo, ritmo, baixo), teclados
- Benmont Tench - teclados, vocais de apoio
- Ron Blair - baixo
- Stan Lynch - bateria, vocal de acompanhamento

Músicos de sessão
- Donald "Duck" Dunn - baixo em "You Tell Me"
- Jim Keltner (sem créditos) - percussão em "Refugee"

Gravação
- Jimmy Iovine - produtor
- Greg Calbi - masterização
- Shelly Yakus - engenheira
- John Mathias - engenheiro assistente
- Thom Panunzio - engenheiro assistente
- Gray Russell - engenheiro assistente
- Skip Saylor - engenheiro assistente
- Tori Swenson - engenheiro assistente

Obra de arte
- Lynn Goldsmith - fotografia
- Dennis Callahan - fotografia
- Aaron Rapoport - fotografia
- Glen Christensen - fotografia de capa
- Tommy Steele - direção de arte